# Робота без авторства
«Робота без авторства» (нім. Werk ohne Autor) — німецький драматичний фільм-трилер 2018 року, поставлений режисером Флоріаном Генкелем фон Доннерсмарком. Світова прем'єра стрічки відбулася 3 вересня 2018 року на 75-му Венеційському міжнародному кінофестивалі, де він брав участь в основній конкурсній програмі та здобув там приз «Золоте левеня».
Наприкінці серпня 2018 року фільм було висунуто від Німеччини претендентом на 91-шу премію «Оскар» Американської кіноакадемії в номінації за найкращий фільм іноземною мовою. У грудні 2018 року стрічка увійшла до короткого списку, а в січні 2019 року була номінована на цю нагороду.

## Сюжет
Молодий художник Курт Барнерт (Том Шиллінг) втікає з НДР до Західної Німеччини. У нових для себе умовах він, як і раніше, страждає від спогадів свого дитинства, яке припало на нацистські роки. Тільки кохання до студентки Еллі (Паула Бір) дає Курту новий поштовх для натхнення. Він починає створювати картини, в яких знаходить відбиття його травмуючий досвід минулого. Батько Еллі, професор Карл Себенд (Себастьян Кох), відомий лікар, здивований вибором хлопця — його дочки, має намір знищити стосунки молодого подружжя. Ускладнення виникають, коли стає відомо про роль Карла в програмі досліджень з євгеніки за часів Третього Рейху.

## У ролях
| • Том Шиллінг           | … | Курт Барнерт                  |
| • Себастьян Кох         | … | професор Карл Себенд          |
| • Паула Бір             | … | Елізабет Себенд               |
| • Іна Вайсе             | … | Марта Себенд                  |
| • Саскія-Софі Розендаль | … | Езізабет Май                  |
| • Жаннет Гейн           | … | Вальтраут Барнерт             |
| • Йорг Шюттауф          | … | Йоганн Барнерт                |
| • Флоріан Бартоломі     | … | Гюнтер Май                    |
| • Ганно Кофлер          | … | Гюнтер Преусер                |
| • Олівер Мазуччі        | … | Антоніус ван Вертен           |
| • Євген Сидихін         | … | майор НКВС Муравйов           |
| • Марк Зак              | … | перекладач Муравйова          |
| • Ульріке К. Чарре      | … | фрау Геллталер                |
| • Бастіан Трост         | … | сімейний лікар Франц Міхаеліс |
| • Ганс-Уве Бауер        | … | Горст Ґрімма                  |
| • Флоріан Бартоломей    | … | Гюнтер Май                    |
| • Йонас Дасслер         | … | Егренфрід Май                 |

## Знімальна група
- Автор сценарію — Флоріан Генкель фон Доннерсмарк
- Режисер-постановник — Флоріан Генкель фон Доннерсмарк
- Продюсери — Квірин Берг, Флоріан Генкель фон Доннерсмарк, Жан Мойто, Макс Відерманн, Яцек Гачковський, Філіп Герінг, Пйотр Стшелецький
- Співпродюсери — Дірк Шуергофф, Кристін Стробл
- Лінійні продюсери — Кірстен Фрегсе, Давид Фогт
- Оператор — Калеб Дешанель[en]
- Композитор — Макс Ріхтер
- Монтаж — Патриція Роммель, Патрик Томас Сміт
- Художник-постановник — Сілке Бур
- Художник-костюмер — Габріель Біндер
- Художник-декоратор — Джулія Роеске
- Артдиректори — ерезія Анна Фікус, Маркус Нордеманн, Роберт Реблін, Марек Варжевський, Їржі Заваділ
- Звук — Маттіас Ріхтер
- Спеціальні ефекти — Саймон Джайлс

## Виробництво

### Задум та знімання

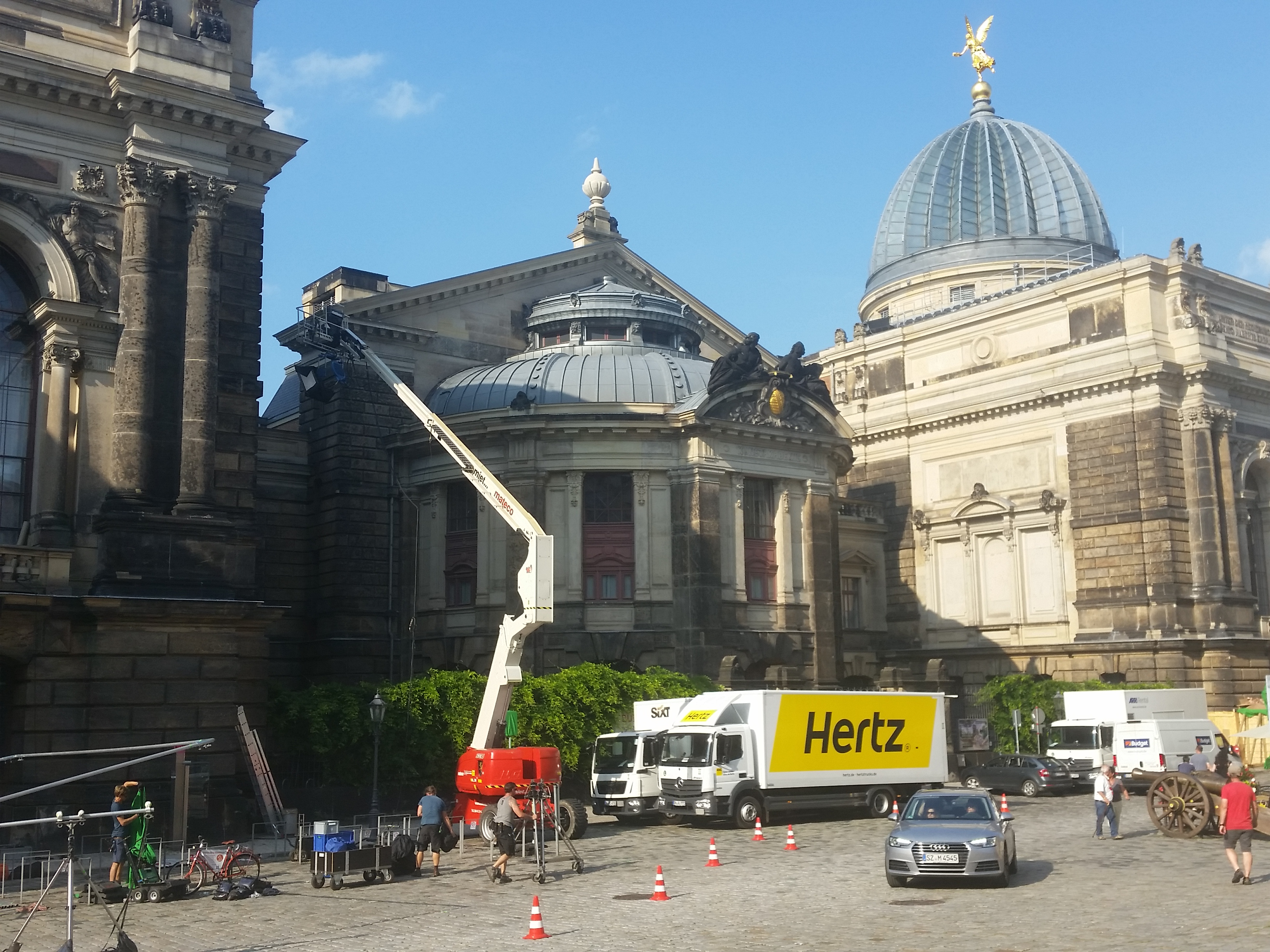
Знімання сцени фільму біля Академії образотворчого мистецтва Дрездена. Липень, 2016

При написанні сценарію фільму Флоріан Генкель фон Доннерсмарк спирався на реальні події. Образ головного героя Курта Барнтера оснований на життєвій історії німецького художника Герхарда Ріхтера. За основу було взято книгу «Художник з Німеччини. Герхард Ріхтер. Драма сім'ї» Юргена Шрайбера.
Знімальний період тривав із червня до кінця серпня 2016 року; знімання проходили в Берліні, Саксонії та Північному Рейн-Вестфалії. Через два випадки захворювання були затримки знімання та, як наслідок, нарікання на тривалий робочий час.

### Маркетинг
На початку лютого 2017 року вийшов перший трейлер фільму.

## Реліз
Світова прем'єра стрічки відбулася 3 вересня 2018 року на 75-му Венеційському міжнародному кінофестивалі. У німецький кінопрокат фільм вийшов 3 жовтня 2018,дистриб'ютор — компанія Walt Disney Studios Motion Pictures.

## Нагороди та номінації
| Список нагород та номінацій                 | Список нагород та номінацій | Список нагород та номінацій                                        | Список нагород та номінацій | Список нагород та номінацій | Список нагород та номінацій |
| Кінофестиваль/Кінопремія                    | Рік                         | Категорія                                                          | Номінант(и)                 | Результат                   | Дж                          |
| ------------------------------------------- | --------------------------- | ------------------------------------------------------------------ | --------------------------- | --------------------------- | --------------------------- |
| 75-й Венеційський міжнародний кінофестиваль | 2018                        | Золотий лев                                                        | Робота без авторства        | Номінація                   |                             |
| 75-й Венеційський міжнародний кінофестиваль | 2018                        | «Золоте левеня»                                                    | Робота без авторства        | Перемога                    |                             |
| 75-й Венеційський міжнародний кінофестиваль | 2018                        | Нагорода Arca CinemaGiovani за найкращий фільм конкурсної програми | Робота без авторства        | Номінація                   |                             |
| Премія «Золотий глобус»                     | 6.01.2019                   | Найкращий фільм іноземною мовою                                    | Робота без авторства        | Номінація                   |                             |
| Премія «Оскар»                              | 24.02.2019                  | Найкращий фільм іноземною мовою                                    | Робота без авторства        | Номінація                   | [ 7 ]                       |
| Премія «Оскар»                              | 24.02.2019                  | Найкраща операторська робота                                       | Калеб Дешанель              | Номінація                   | [ 7 ]                       |